# Росица Ангелова (поетеса)
Росица Ангелова е българска поетеса.

## Биография
Завършва Държавния библиотекарски институт в София и Великотърновския университет „Св. св. Кирил и Методий“, специалност Българска филология. Работи в Регионална библиотека „Светослав Минков“ в Перник. Член е на Съюза на българските писатели.
Стиховете ѝ са преведени на руски и албански език в сборниците „Духовные мосты“ (1998) и „Stili97“ (Скопие, 2006).

## Награди
- национален конкурс за поезия „Дора Габе“ (1998);
- награда за млада българска поезия „Владимир Башев“ (1999) за първата ѝ поетична книга „Неизбежни души“;
- второ място в национален конкурс „И ние сме деца на майката Земя“ на читалище „Христо Смирненски“(2005);
- грамота от сп. „Перник“ за принос в развитието на пернишката култура и изкуство“ (2005);
- първо място в национален конкурс „Пролет моя“ на името на Никола Вапцаров (2006);
- отличие и награда на „S.P.I – Таня Омайникова“ от поетичния панаир в гр. Кула (2006);
- лауреат на национален поетичичен конкурс „Христо Фотев“ в Бургас (2006).

## Външни препратщи
- „Преминава се“, стихотворение, Кръстопът, 18 юли 2010
- „Една ябълка разстояние“, стихотворение, Академика, 2 август 2010